# فاضل العزاوي
فاضل كلو العزاوي (بالألمانية: Fadhil al-Azzawi)‏ (1940) شاعر وروائي ومترجم عراقي. ولد في مدينة كركوك. تخرّج في جامعة بغداد مجازًا في الأدب الإنكليزي عام 1966 ثم حصل على الدكتوراه من جامعة لايبزيغ في ألمانيا عام 1983. عمل في الصحافة. ساهم في إصدار مجلّة الشعر 69 في بغداد وهو واحد من أربعة شعراء أصدر ما عرف بـالبيان الشعري الذي أثار ضجّه في حينه.

## سيرته
ولد في كركوك في العراق عام 1940. حصل على بكلوريوس في اللغة الإنكليزية من جامعة بغداد عام 1966 ثم سافر إلى ألمانيا ليحصل على الدكتوراه من جامعة لايبتزغ حول «المشاكل الرئيسية لتطوير الثقافة العربي». يعتبر من مؤسسي "جماعة كركوك" التي تضم سركون بولص وجان دمو ومؤيد الراوي وصلاح فائق والتي اهتمت بقصيدة النثر.
ترجم رواية «صاحب فخامة الديناصورات» للروائي البرتغالي خوسيه كاردوزو وصدرت الترجمة عن «دار المدى» في دمشق في 1994. 1

من دواوينه الشعرية:

1. «سلاماً أيتها الموجة، سلاماً أيها البحر» عام 1974.

2. «الأسفار» 1976

3. «صاعداً حتى الينبوع» 1993
من رواياته:
1. رواية «مخلوقات فاضل العزاوي العجيبة» التي صدرت سنة 1969 ثم أعيد نشرها عن دار الجمل عام 2002. 2
2. رواية «القلعة الخامسة» التي صدرت عام 1969 ثم نُشِرَتْ عن منشورات الجمل عام 2002 وتم تحويلها إلى فيلم. 3
3. رواية الأسلاف.

1. رواية "آخر الملائكة" التي صدرت عام 1992 والتي ترجمت إلى اللغة الإنكليزية تحت عنوان The Last of the Angels عام 2007.
2. الرائي في العتمة، منشورات الجمل، كولونيا، ألمانيا، 2016م.

المصادر:

1. نص حوار برنامج قناة الجزيرة «موعد في المهجر» في تاريخ الثالث من يناير 2008

2. مقالة للدكتور علي ناصر كنانة بعنوان «فاضل العزاوي: حرية الكتابة وطني»، نشرت في موقع جريدة الناس.